# Rajd Cypru 2010
Rezultaty Rajdu Cypru (FxPro Cyprus Rally 2010), eliminacji Intercontinental Rally Challenge w 2010 roku, który odbył się w dniach 4 listopada - 6 listopada. Była to dwunasta i ostatnia runda IRC w tamtym roku oraz siódma asfaltowa i zarazem szósta szutrowa, a także piąta w mistrzostwach Cypru i siódma w mistrzostwach Bliskiego Wschodu. Bazą rajdu było miasto Limassol. Zwycięzcami rajdu została katarsko-włoska załoga Nasir al-Atijja i Giovanni Bernacchini, jadąca Fordem Fiestą S2000. Wyprzedzili oni Libańczyków Rogera Feghalego i Josepha Matara w Škodzie Fabii S2000 oraz Czechów Martina Prokopa i Jana Tománka w Fordzie Fieście S2000.
Rajdu nie ukończyło 13 kierowców. Na 2. odcinku specjalnym odpadł Norweg Andreas Mikkelsen (Ford Fiesta S2000), który miał awarię silnika. Na 11. oesie swój udział w rajdzie zakończył jego Francuz Bryan Bouffier (Peugeot 207 S2000). Na 9. oesie koło stracił Austriak Franz Wittmann Jr. (Peugeot 207 S2000). Na 10. oesie wycofał się Brazylijczyk Daniel Oliveira (Peugeot 207 S2000), który miał problem z układem kierowniczym.

## Klasyfikacja ostateczna
| Miejsce                                         | Zawodnik                 | Pilot                    | Samochód                 | Czas                     | Strata                   | Punkty                   |
| IRC (punktowane pozycje)                        | IRC (punktowane pozycje) | IRC (punktowane pozycje) | IRC (punktowane pozycje) | IRC (punktowane pozycje) | IRC (punktowane pozycje) | IRC (punktowane pozycje) |
| ----------------------------------------------- | ------------------------ | ------------------------ | ------------------------ | ------------------------ | ------------------------ | ------------------------ |
| 1.                                              | Nasir al-Atijja          | Giovanni Bernacchini     | Ford Fiesta S2000        | 3:11:53.5                |                          | 10                       |
| 2.                                              | Roger Feghali            | Joseph Matar             | Škoda Fabia S2000        | 3:12:24.2                | +30.7                    | 8                        |
| 3.                                              | Martin Prokop            | Jan Tománek              | Ford Fiesta S2000        | 3:16:35.5                | +4:42.0                  | 6                        |
| 4.                                              | Jaromír Tarabus          | Daniel Trunkát           | Ford Fiesta S2000        | 3:17:34.0                | +5:40.5                  | 5                        |
| 5.                                              | Nicos Thomas             | Angelos Loizides         | Peugeot 207 S2000        | 3:18:39.0                | +6:45.5                  | 4                        |
| 6.                                              | Roman Kresta             | Petr Gross               | Mitsubishi Lancer Evo IX | 3:19:10.1                | +7:16.6                  | 3                        |
| 7.                                              | Charalambos Timotheou    | Pambos Laos              | Mitsubishi Lancer Evo X  | 3:24:37.5                | +12:44.0                 | 2                        |
| 8.                                              | Konstantinos Tingirides  | Panayiotis Shialos       | Mitsubishi Lancer Evo IX | 3:25:14.1                | +13:20.6                 | 1                        |
| Mistrzostwa Cypru (pierwsza trójka)             |                          |                          |                          |                          |                          |                          |
| 1. (5.)                                         | Nicos Thomas             | Angelos Loizides         | Peugeot 207 S2000        | 3:18:39.0                |                          |                          |
| 2. (7.)                                         | Charalambos Timotheou    | Pambos Laos              | Mitsubishi Lancer Evo X  | 3:24:37.5                | +5:58.5                  |                          |
| 3. (8.)                                         | Konstantinos Tingirides  | Panayiotis Shialos       | Mitsubishi Lancer Evo IX | 3:25:14.1                | +6:35.1                  |                          |
| Mistrzostwa Bliskiego Wschodu (pierwsza trójka) |                          |                          |                          |                          |                          |                          |
| 1. (1.)                                         | Nasir al-Atijja          | Giovanni Bernacchini     | Ford Fiesta S2000        | 3:11:53.5                |                          |                          |
| 2. (9.)                                         | Misfer Al-Marri          | Nicola Arena             | Subaru Impreza STi       | 3:26:43.8                | +14:50.3                 |                          |
| 3. (14.)                                        | Khalid Al-Suwaidi        | Nicky Beech              | Subaru Impreza STi       | 3:34:10.7                | +22:17.2                 |                          |

## Zwycięzcy odcinków specjalnych
| Dzień     | Odcinek | G. rozp. | Nazwa               | Długość  | Zwycięzca       | Czas    | Lider rajdu     |
| --------- | ------- | -------- | ------------------- | -------- | --------------- | ------- | --------------- |
| 1 (4 LIS) | SS1     | 20:30    | SSS Lemesos 1       | 2.45 km  | Nasir al-Atijja | 2:21.7  | Nasir al-Atijja |
| 2 (5 LIS) | SS2     | 9:09     | Kalavasos 1         | 10.42 km | Martin Prokop   | 8:34.3  | Nasir al-Atijja |
| 2 (5 LIS) | SS3     | 10:07    | Lythrodontas 1      | 23.45 km | Martin Prokop   | 19:25.7 | Nasir al-Atijja |
| 2 (5 LIS) | SS4     | 11:10    | Agioi Vavatsinias 1 | 17.31 km | Nasir al-Atijja | 16:10.5 | Nasir al-Atijja |
| 2 (5 LIS) | SS5     | 14:09    | Kalavasos 2         | 10.42 km | Bryan Bouffier  | 8:26.4  | Nasir al-Atijja |
| 2 (5 LIS) | SS6     | 15:07    | Lythrodontas 2      | 23.45 km | Bryan Bouffier  | 19:17.3 | Nasir al-Atijja |
| 2 (5 LIS) | SS7     | 16:10    | Agioi Vavatsinias 2 | 17.31 km | Bryan Bouffier  | 16:06.1 | Martin Prokop   |
| 2 (5 LIS) | SS8     | 19:35    | SSS Lemesos 2       | 2.45 km  | Martin Prokop   | 2:18.2  | Martin Prokop   |
| 3 (6 LIS) | SS9     | 9:04     | Alassa 1            | 12.76 km | Martin Prokop   | 8:40.0  | Martin Prokop   |
| 3 (6 LIS) | SS10    | 9:47     | Foini 1             | 31.70 km | Bryan Bouffier  | 28:08.1 | Nasir al-Atijja |
| 3 (6 LIS) | SS11    | 11:10    | Galataria 1         | 17.02 km | Roger Feghali   | 11:24.3 | Nasir al-Atijja |
| 3 (6 LIS) | SS12    | 14:04    | Alassa 2            | 12.76 km | Nasir al-Atijja | 8:41.8  | Nasir al-Atijja |
| 3 (6 LIS) | SS13    | 14:47    | Foini 2             | 31.70 km | Nasir al-Atijja | 28:14.9 | Nasir al-Atijja |
| 3 (6 LIS) | SS14    | 16:10    | Galataria 2         | 17.02 km | Nasir al-Atijja | 11:09.0 | Nasir al-Atijja |